# Hypanthidium fabricianum
Hypanthidium fabricianum är en biart som beskrevs av Jesus Santiago Moure 1960. Hypanthidium fabricianum ingår i släktet Hypanthidium och familjen buksamlarbin. Inga underarter finns listade i Catalogue of Life.